# Palaeaspilates mansueta
Palaeaspilates mansueta är en fjärilsart som beskrevs av Louis Beethoven Prout 1917. Palaeaspilates mansueta ingår i släktet Palaeaspilates och familjen mätare. Inga underarter finns listade i Catalogue of Life.